# Ben Mount
Benjamin Mont, também conhecido como The Verse, Ben The Verse, The Verse e o Pendulum Man, é um rapper inglês, produtor e proprietário de gravadora mais conhecido como um MC na Austrália do grupo de drum and bass Pendulum.

## Biografia
Ben se formou na Universidade de Leeds, em 1999, com um grau de bacharel em História da Arte.

### Performance
Desde 2006, Ben foi o MC para turnês do grupo Pendulum e eventos DJ set. Em 2010, ele fez sua estreia em estúdio no álbum da banda Immersion como os vocais para a canção The Vulture.

## Produtor
Verse também é um conhecido produtor de drum and bass e dubstep. Ele teve várias drum and bass releases lançados pelo seu próprio selo, Crunch Recordings juntamente com outros artistas, como SP:MC, dBridge e outros.